# Isabel María Parreño Arce y Valdés

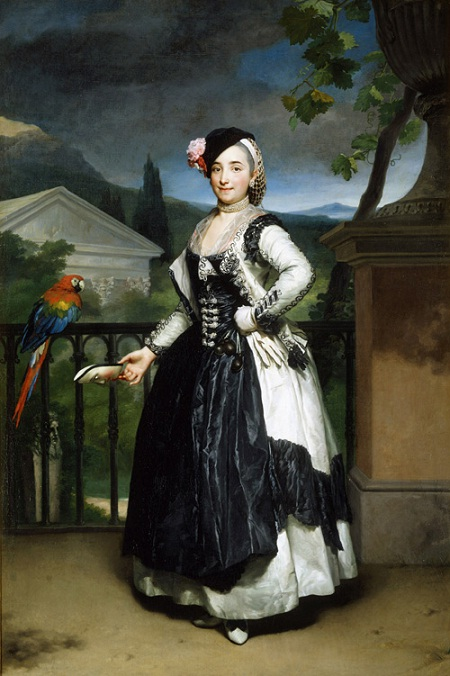
Marquesa de Llano pintada por Rafael Mengs hacia 1773. Museo de la Real Academia de Bellas Artes de San Fernando

Isabel María Parreño Arce y Valdés o Ruiz de Alarcón y Valdés, marquesa consorte de Llano (La Roda, Albacete, 17 de agosto de 1759 - Albacete, 13 de septiembre de 1822) fue una noble, filántropa y mecenas española, de la Academia de la Arcadia de Roma.

## Biografía
Hija única de Martín Parreño Chaves, mayorazgo de Puebla de Don Fadrique (hoy La Villa de Don Fadrique, en Toledo), y de María Jesús de Arce Valdés, fue dama de las órdenes de María Luisa de Parma y de la Cruz Estrellada de Austria. Por vía de su abuela materna descendía de los titulares del Señorío de la Villa del Cerro en el paraje de Valtenebroso, dentro del término municipal de La Roda.
Contrajo matrimonio con José Agustín de Llano y de la Cuadra el 12 de junio de 1770, cuando contaba dieciocho años, doble marqués de Llerena (o Llarena) y I de Llano (desde 1772), proveniente de la alta burguesía vizcaína y sobrino de Sebastián de la Cuadra y Llarena (Secretario de Estado en el reinado de Felipe V). De este matrimonio tuvieron cuatro hijos: Fernando de Llano y Parreño, II marqués de Llano; el mariscal de campo José Agustín de Llano y Parreño, III marqués; y los caballeros sanjuanistas Sebastián y Martín de Llano y Parreño.
El matrimonio se desplazó a Parma cuando José Agustín fue nombrado ministro plenipotenciario (1771-1774). No antes de 1772 (ya que el título que se le da en el cuadro lo recibió de su marido en ese año) ni después de 1773 (cuando describe el cuadro Pizzi), Antonio Rafael Mengs le pintó allí un magnífico retrato, joven, con una máscara en la mano y un ave tropical, conocido como La maja de Mengs, por lo que debía ser aficionada al teatro o a los bailes de máscaras. Este retrato fue grabado en dos ocasiones por Manuel Salvador Carmona, grabador de cámara del Rey de Francia y Director en la Real Academia de San Fernando, una de ellas en 1792, y en 1885 por Bartolomé Maura. Mengs hizo una copia más pequeña y ligeramente distinta de su retrato que se conserva en el Rijksmuseum de Ámsterdam. El cuadro fue descrito por un amigo de José Agustín de Llano y de Mengs, José Nicolás de Azara (1730-1804), posiblemente quien lo encargó.

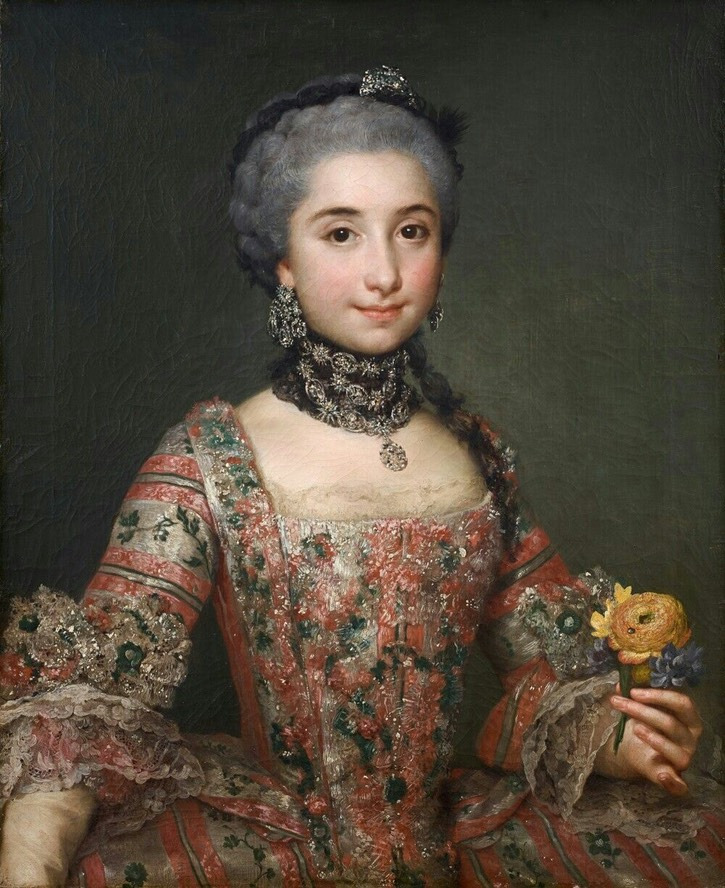
Otro retrato por Rafael Mengs de la marquesa de Llano (1763)

En Roma fue nombrada arcade bajo el nombre de Alcmena Amantutea. El también arcade abate Gioacchino Pizzi, bajo el nombre de Nivildo, le dedicó un soneto que describe el cuadro de Mengs (Roma: Arcangelo Casaletti, 1773). Durante el periodo parmesano protegió con su marido al crítico literario y jesuita expulso Juan Andrés y Morell (1740-1817), y gracias a ellos fue nombrado prefecto de la biblioteca del ducado de Parma y director de la Universidad de Pavía por el emperador austríaco. El abate Andrés correspondió dedicando a la marquesa la Carta del Abate Don Juan Andrés sobre el origen y las vicisitudes del arte de enseñar a hablar a los mudos sordos (1794).
Después su marido fue nombrado embajador en la corte de Viena durante el período 1785-1794. En ese periodo auspició el traslado a la capital austríaca del compositor Vicente Martín y Soler (1754-1806), a quien habría conocido durante su estancia en el norte de Italia, y fue su protectora durante la época vienesa del músico valenciano (1785-1787). Su libretista (y de Mozart) Lorenzo da Ponte refirió en sus Memorias que Martín y Soler ambientó su exitosa ópera Una cosa rara (1786) en La Mancha para honrar la tierra nativa de su benefactora Isabel Parreño, y aun intervino en la confección de los vestidos de las cantantes, poniendo de moda el vestido regional manchego, siempre según Da Ponte. En la corte de Viena llamó la atención del emperador José II al bailar con él un minueto ataviada con un vistoso traje popular de manchega (por la moda casticista de entonces), que admiró el monarca, según refiere su pariente lejano Mariano Roca de Togores, marqués de Molins.
Enviudó en 1794 y en segundas nupcias, el 3 de octubre de 1799, se casó con el asturiano Fernando Queipo de Llano y Bernaldo de Quirós (1758–1831) hijo de José Joaquín Queipo de Llano, V conde de Toreno, y oidor de las Reales Audiencias de Manila y de Sevilla, además de mayordomo de semana de Carlos IV desde 1799.
Gran lectora de Santa Teresa de Jesús, se distinguió por sus numerosas obras de caridad, lo que llevó a su pariente, el Marqués de Molins a llamarla “santa hidalga” en su obra La manchega (1873). Muy tolerante, acogió en su palacio tanto a carlistas como a cristinos: Elio y Riego, Espartero, Cabrera y Oráa, entre otros. Dejó solo una hija.